# Max-Planck-Institut für Psychiatrie
Das Max-Planck-Institut für Psychiatrie ist eine außeruniversitäre Forschungseinrichtung unter der Trägerschaft der Max-Planck-Gesellschaft und hat seinen Sitz in München-Schwabing. Das Institut betreibt in erster Linie Grundlagenforschung im Fach der Naturwissenschaften auf dem Gebiet der Psychiatrie und der Neurobiologie. Daneben unterhält es in Schwabing eine Klinik mit etwa 120 Betten.

## Geschichte
Am 13. Februar 1917 wurde durch König Ludwig III. von Bayern in München die Stiftung „Deutsche Forschungsanstalt für Psychiatrie“ errichtet, aus der das heutige Max-Planck-Institut für Psychiatrie hervorging.
Die Stiftung ging zurück auf den deutschen Psychiater Emil Kraepelin (1856–1926), der im Jahr 1912 Überlegungen anstellte, die klinische Psychiatrie durch eine enge organisatorische und personelle Verbindung mit der Neuropathologie, der Neurophysiologie, der Serologie, der Genetik und der experimentellen Psychologie zu einer modernen naturwissenschaftlich orientierten Disziplin der Medizin zu machen.
Das erste Stiftungskapital für das Institut in Höhe von 500.000 Mark kam 1917 von James Loeb, einem US-amerikanischen Bankier deutsch-jüdischer Abstammung. Loeb überließ Kraepelin zwei Gebäude unentgeltlich, zunächst das Gebäude Bavariaring 46 (die Maria-Theresia-Klinik), bis 1930 ließ er dann von Architekt Carl Sattler das Gebäude an der heutigen Kraepelinstraße in Schwabing erbauen.
Im Jahr 1924 wurde die Forschungsanstalt an die Kaiser-Wilhelm-Gesellschaft zur Förderung der Wissenschaften angegliedert und als Deutsche Forschungsanstalt für Psychiatrie (Kaiser-Wilhelm-Institut)  fortgeführt.
Ernst Rüdin war seit 1907 Assistent und seit 1909 Oberarzt und Privatdozent bei Emil Kraepelin in München. Er war zudem Gründungsmitglied der Deutschen Gesellschaft für Rassenhygiene und ab 1905 Herausgeber der Zeitschrift Archiv für Rassen- und Gesellschaftsbiologie. Seit 1917 leitete er die Genealogisch-Demographische Abteilung (GDA) des Instituts. Er wurde als einer der wichtigsten Vertreter der deutschen Psychiatrie seiner Zeit im Jahr 1931 Leiter des gesamten Kaiser-Wilhelm-Instituts für Psychiatrie in München. Rüdin kam aufgrund einer umfangreichen Sammlung von Patientenakten zur Vermutung, Geisteskrankheiten seien genetisch bedingt und könnten daher vorhergesagt und verhindert werden. Er verhalf dem NS-Gesetz zur Verhütung erbkranken Nachwuchses zur Entstehung und verfasste den offiziellen Kommentar zum Gesetz. Die Entnazifizierung stufte Rüdin, den „...Psychiater, der an der Ausarbeitung des Massen-Sterilisierungsgesetzes der Nazis beteiligt gewesen war...“, als Mitläufer ein.

„1935 Rüdins psychiatrisch-populationsgenetische Arbeitsrichtung sowie sein rassenhygienisches Programm und seine Funktionen im staatlichen Gesundheitswesen des Nationalsozialismus bestimmen zunehmend die Tätigkeit des Instituts. 1939 Während des Zweiten Weltkriegs wird einerseits die Forschungstätigkeit stark behindert, andererseits erfolgt eine Beteiligung an „kriegswichtigen“ Projekten. In der neuropathologischen Abteilung bzw. in der Prosektur werden Gehirne von Opfern der „T4-Aktion“ untersucht.“

Nach der Auflösung der Kaiser-Wilhelm-Gesellschaft im Jahr 1945 und der Neugründung der Max-Planck-Gesellschaft 1948 wurde die Deutsche Forschungsanstalt für Psychiatrie 1954 unter Aufrechterhaltung der Stiftung von 1917 in die Max-Planck-Gesellschaft aufgenommen. Organisatorisch wurde das Institut in ein klinisches und ein theoretisches Teilinstitut gegliedert. 1966 wurde das Institut in Max-Planck-Institut für Psychiatrie (Deutsche Forschungsanstalt für Psychiatrie) umbenannt, seit 2017 nur noch Max-Planck-Institut für Psychiatrie.
Aus dem Theoretischen Teilinstitut entstand 1998 das eigenständige Max-Planck-Institut für Neurobiologie.
Von 1989 bis 2014 war der biologisch orientierte Psychiater Florian Holsboer Leiter des Instituts.
Seit 2013 ist die Neurowissenschaftlerin und Ärztin Elisabeth Binder Direktorin des Instituts. 2013–2019 war der Neurobiologe Alon Chen ebenfalls Direktor. Seit 2021 leitet die Neurowissenschaftlerin Nadine Gogolla als Direktorin gemeinsam mit Elisabeth Binder das Institut. Ärztlicher Leiter der Klinik war ab 2014 Martin Keck, der 2019 entlassen wurde. Seitdem leitet Peter Falkai die Forschungsklinik in Personalunion mit der Psychiatrischen Universitätsklinik des LMU Klinikums; er ist zudem ebenfalls Direktor des Instituts.

## Forschung
Das Max-Planck-Institut für Psychiatrie verbindet Grundlagenforschung, klinische Forschung und Patientenversorgung im Bereich der Psychiatrie. Neben MedizinerInnen und PsychologInnen arbeiten GrundlagenforscherInnen aller naturwissenschaftlichen Disziplinen gemeinsam an der Ursachenklärung und möglichen Therapieentwicklung psychiatrischer und neurologischer Erkrankungen. Die Forschungsschwerpunkte liegen besonders im Bereich der Stress-, Angst-, Schizophrenie-, Depressions-, Schlaf- und neurologischen Forschung.
Die Klinik besteht aus fünf Stationen, drei Tageskliniken und einem großen Ambulanzbereich mit vielen Spezialambulanzen.
Der vollstationäre Bereich gliedert sich in fünf psychiatrische Stationen mit 120 Betten für etwa 1200 stationäre Patienten pro Jahr.